# Дроздова, Юлия Михайловна
Юлия Михайловна Дроздова (28 декабря 1996, Москва) — российская биатлонистка, призёр чемпионата России. Мастер спорта России.

## Биография
На внутренних соревнованиях представляет Московскую область и спортивное общество ЦСКА. В отдельные годы параллельным зачётом представляла Ханты-Мансийский автономный округ и Мордовию.
Принимала участие в чемпионате мира среди юниоров 2015 года в Раубичах, заняла 10-е место в спринте и 21-е — в индивидуальной гонке.
На чемпионате России в 2019 году стала серебряным призёром в одиночной смешанной эстафете в составе команды Московской области. В летнем биатлоне в 2019 году завоевала бронзовую медаль чемпионата России в эстафете в составе сборной Приволжского ФО.
Включалась в расширенный состав резервной сборной России, но в международных соревнованиях на взрослом уровне не участвовала.